# Плехт
Плехт или плехт-якорь, плехт-анкер, плехтанкер (нидерл. plecht anker, plecht) — историческое название станового (самого массивного) якоря на крупных плавсредствах эпохи парусного кораблевождения. Обычно он располагался справа на носу, применялся только в крайних обстоятельствах суровой непогоды, а для его отдачи за борт использовался специальный плехтовый канат.
Плехт служил эталоном для расчёта массы всех остальных корабельных якорей, каждый из которых были легче него на определённую долю.
Появление термина относится к концу XVIII — началу XIX веков, он имел хождение вплоть до 70-х годов XIX века.